# صبر العذوب (مسلسل)
صبر العذوب مسلسل أردني تم تصويره في عام 2018 من بطولة علا الفارس واخراج محمد علوان، ومن إنتاج شركة الحجاوي للإنتاج.

## طاقم العمل
- عبير عيسى
- جولييت عواد
- جميل عواد
- سهير فهد
- رانيا فهد
- شاكر جابر
- رفعت النجار
- عبد الكريم الجراح
- داوود جلاجل
- غادة عباسي
- محمد الضمور
- علا الفارس - (العذوب)
- وسام البريحي - (صبر)
- حسن خمايسة
- علا مضاعين